# 토페니시

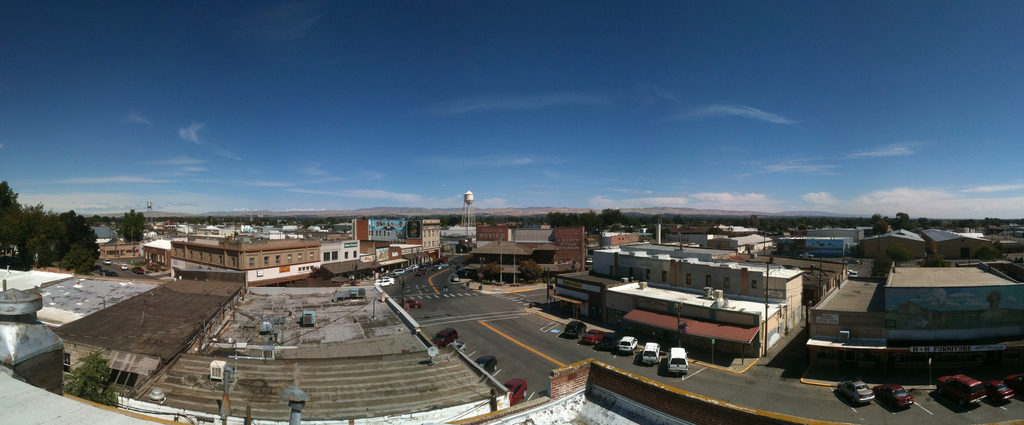

토페니시(Toppenish)는 미국 워싱턴주 야키마 군에 있는 도시다. 2010년 인구는 8,949명이다. 도시 북쪽에 인터스테이트 82 고속도로와 유에스 루트 12 도로가 있다. 도시 남쪽에 유에스 루트 97 도로가 있다.

## 인구
| 인구조사                            | 인구  | Note  | %±     |
| ----------------------------------- | ----- | ----- | ------ |
| 1910년                              | 1,598 |       | —      |
| 1920년                              | 3,120 |       | 95.2%  |
| 1930년                              | 2,774 |       | −11.1% |
| 1940년                              | 3,683 |       | 32.8%  |
| 1950년                              | 5,265 |       | 43.0%  |
| 1960년                              | 5,667 |       | 7.6%   |
| 1970년                              | 5,744 |       | 1.4%   |
| 1980년                              | 6,517 |       | 13.5%  |
| 1990년                              | 7,419 |       | 13.8%  |
| 2000년                              | 8,946 |       | 20.6%  |
| 2010년                              | 8,949 |       | 0.0%   |
| 2019 (추산)                         | 8,809 | [ 1 ] | −1.6%  |
| U.S. Decennial Census 2018 Estimate |       |       |        |